# Christian Ludwig Wilhelm Stark
Christian Ludwig Wilhelm Stark (* 28. September 1790 in Jena; † 1. Juli 1818 ebenda) war ein deutscher evangelischer Theologe.

## Leben
Der Sohn des Sachsen-Weimarischen Geheimen Hofrats und Leibarztes Johann Christian Stark hatte ab 1806 das Gymnasium in Weimar besucht und 1809 ein Studium der philosophischen und theologischen Wissenschaften an der Universität Jena begonnen. Seine theologischen Lehrer waren Johann Jakob Griesbach (1745–1812), Johann Philipp Gabler (1753–1826), Johann Christian Wilhelm Augusti (1772–1841), Heinrich August Schott (1780–1835), Georg Wilhelm Lorsbach (1752–1816) und Friedrich August Koethe (1781–1850).
In der Philosophie und Altertumskunde unterwies ihn Johann August Heinrich Ulrich (1746–1813), in der Philologie Heinrich Karl Abraham Eichstädt (1772–1848), in der Geschichte Heinrich Luden (1780–1847) und in den Naturwissenschaften Lorenz Oken (1779–1851). Als Mitglied der lateinischen Gesellschaft in Jena nahm er an den philologischen Übungen unter Eichstädts Leitung mehrjährigen Anteil. 1812 erlangte Stark den Grad eines Doktors der Philosophie und erwarb sich im nächsten Jahr durch Verteidigung seiner Dissertation: „de notione, quam Jesus in iis locis, ubi ad … sua provocat, huic vocabulo tribuerit“ das Recht, philosophische Vorlesungen zu halten.
Um sich weiterzubilden, besuchte er 1814 und 1816 noch Berlin und Göttingen, wo er mehrere ausgezeichnete Theologen persönlich kennenlernte und in Göttingen besonders die literarischen Schätze der dortigen Bibliothek benutzte. Über den Zweck und Inhalt seiner exegetischen und kirchenhistorischen Vorlesungen, die er wieder nach Jena zurückgekehrt dort 1815 eröffnete, schrieb er ein eigenes Programm. 1817 wurde er außerordentlicher Professor der Theologie und Philosophie, er wurde 1818 zum Doktor der Theologie ernannt, konnte aber keinen weiteren größeren Aspekt mehr setzen, da er beim Baden in der Saale ertrank.

## Werke
- Diss. De notione, quam Jesus in iis locis, ubi ad . . . sua provocat, huic vocabulo tribuerit. Jena 1813
- Paraphrasis et Commentarius in Evangelii Johannis capita XIII -XVII, ulti mos Christi sermones continentia. Addita sunt Excursus duo, in quorum altero exponitur, quidnam Jesus . . ., ad quae provocat, altero quidnam  . . . denotaverit. Jena 1814
- Von dem Zweck und Inhalt meiner für das Winterhalbjahr 1815 angekündigten Fortsetzungen über die Idee des Lebens der Menschhei aus der Geschichte der Menschheit. Jena 1815
- Beiträge zur Vervollkommnung der Hermeneutik, insbesondere der des neuen Testaments. Jena 1818
- Das Leben und dessen höchste Zwecke in ihrer allmähligen Entwicklung und ihrer Vollendung durch das Christenthum. Jena 1817–1818, 2. Teile, 2. Aufl. 1822
  - 1. Teil Universalhistorische Überblicke über das Leben und die Entwicklung der Völker, von Anfang bis auf unsere Zeiten. Jena 1817, 1822 (Online)
  - 2. Teil Das Christenthum in seinem eigentlichen Wesen  und seinem Wirken für die letzten Zwecke des Lebens. Jena 1818, 1822